# Reischach (Bruneck)
Reischach (italienisch Riscone) ist eine 1.997 (Stand: 31. Dezember 2020) Einwohner zählende Fraktion der Gemeinde Bruneck im Pustertal in Südtirol (Italien).

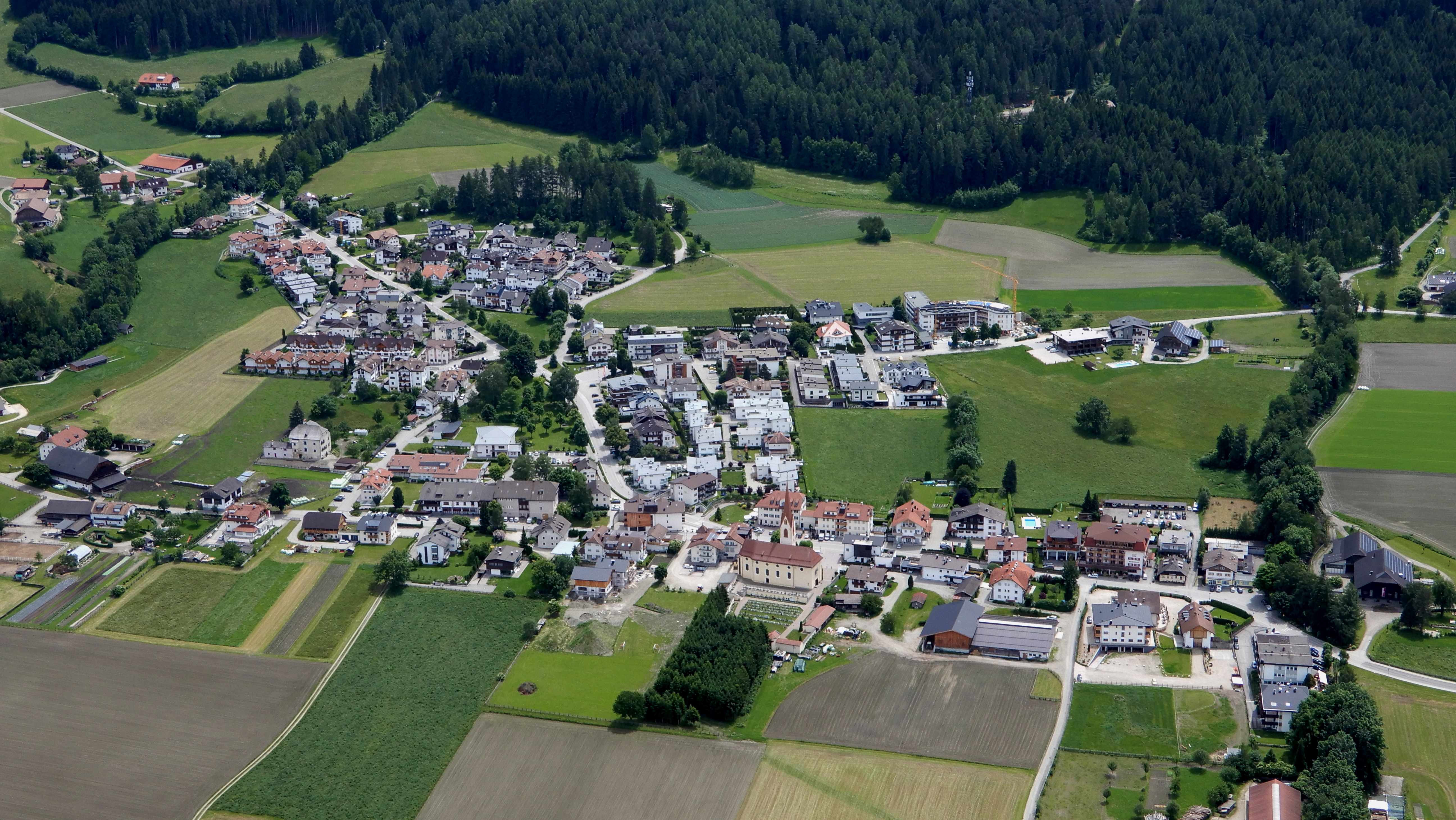
Reischach (Bruneck), Luftaufnahme (2018)

Das Dorf liegt südlich von Bruneck auf einem Plateau 950 m s.l.m. (ca. 120 m über dem Stadtkern) am Fuße des Kronplatzes, der mit seinen 2275 Metern über Reischach aufragt. Die Siedlungsstruktur ist die einer Streusiedlung. Reischach besteht neben dem Dorfkern aus den drei Dorfteilen Walchhorn im Südosten, In der Sandgrube/Kupferkanne im Norden auf dem Weg nach Bruneck und Reiperting im Westen.

## Geschichte

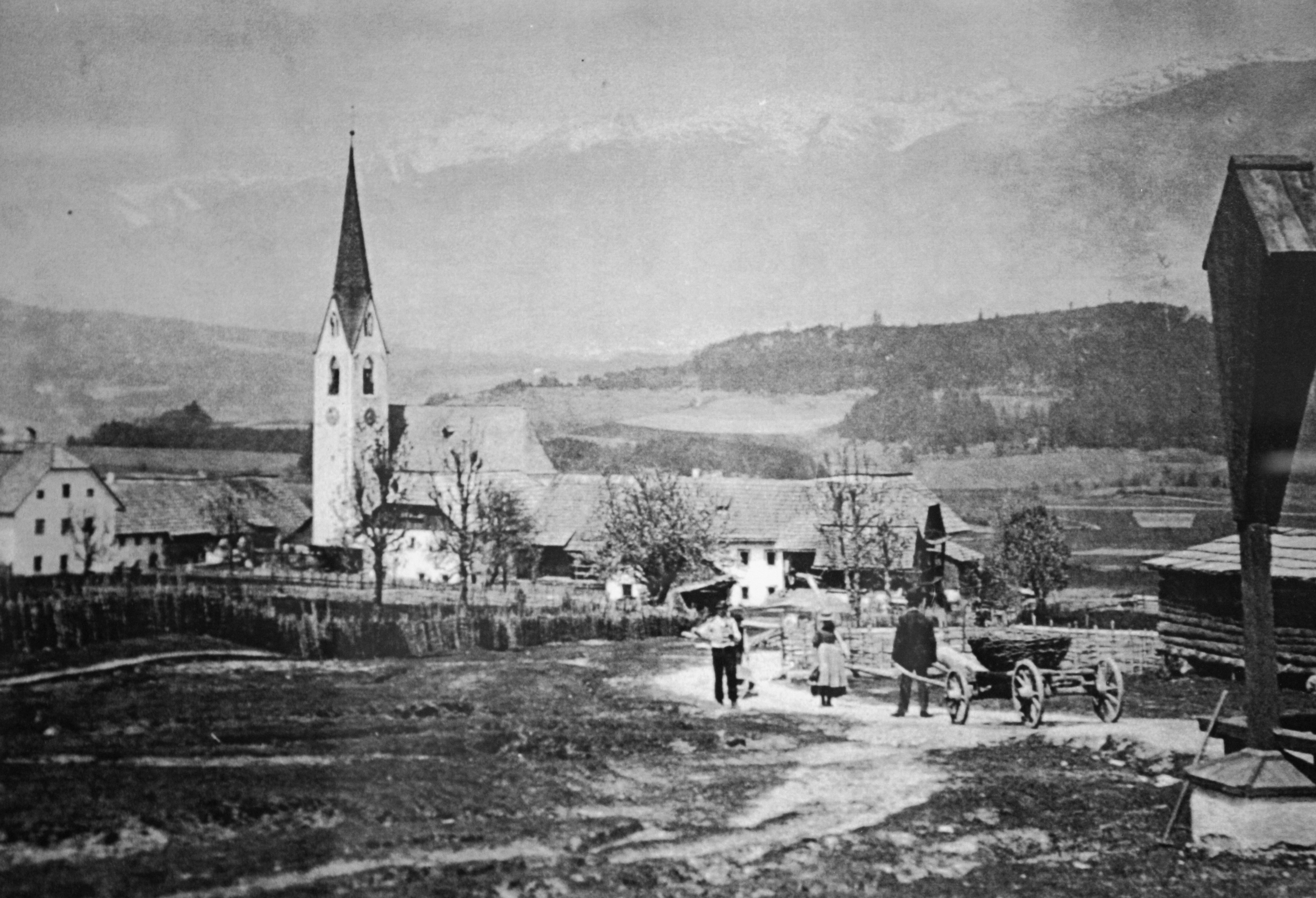
Reischach 1890

Der Historiker Raimund Grießmair vermutet, dass Reischach um 400 v. Chr. gegründet wurde, also etwa zur gleichen Zeit wie das Nachbardorf St. Lorenzen. Archäologische Funde gibt es hierfür jedoch nicht. Um ca. 700–800 n. Chr. wurde die Gegend von Reischach durch bajuwarische Siedler besiedelt.
Im 11. Jahrhundert werden die Herren von Rischon als Grundherren der Siedlung genannt. Durch Treue zum Bischof von Brixen konnten sie es zu großem Besitz bringen. Sie wurden Ministerialen des Hochstifts Brixen und residierten im Ansitz Angerburg. Ihr Wohlstand wuchs, und im 12./13. Jh. ließ Albert von Rischon die Lamprechtsburg errichten. Seitdem nennen sie sich auch "Edle von Lamprechtsburg". Geheiratet wurde bei ihnen nur unter Adligen; z. Bsp. heiratete Katharina von Rischon den Herren Achatius von Teiss (Ansitz Teisegg in Bruneck). Der tirolisch-görzische Erbfolgekrieg zog ihre Güter jedoch in Mitleidenschaft, ihre Beziehung zum Bischof von Brixen verschlechterte sich und die Herren von Rischon-St. Lamprechtsburg mussten 1343 die Lamprechtsburg verlassen. 1380 starben sie aus, ihr Besitz fiel an den Brixner Bischof. Im Jahr 1455 belehnte der Brixner Bischof Nikolaus von Kues Hans Jöchl von Sterzing mit Besitz in Reiperting.
In einem ehemaligen Edelsitz der Herren von Rischon im Dorfkern von Reischach wird heute ein Restaurant betrieben, dessen Name "Rischon" und dessen historisches Erscheinungsbild noch an diese ruhmreichen Zeiten erinnern.
Die Bauernweiler (Rotten) im Gebiet fungierten als weitgehend selbstverwaltete Wirtschaftseinheiten über mehrere Jahrhunderte, ehe sie 1850 unter der Bezeichnung Ortsgemeinde Reischach, Reiperting und Walchhorn – Pusterthal zu einer amtlichen politischen Einheit zusammengefasst wurden. Mit königlichem Dekret wurde die bis dato eigenständige Gemeinde 1928 unter dem Namen Riscone als Fraktion an Bruneck angegliedert.
Den größten Teil der Produktion erzielte die Landwirtschaft. Ende der 1960er Jahre wurde der Kronplatz zu einem Wintersportort ausgebaut. Die wichtigsten Aufstiegsanlagen wurden auf dem Reischinger Gemeindegebiet errichtet. Damit stieg die Nachfrage nach touristischen Dienstleistungen (Hotellerie). Seitdem ist Reischach primär ein Dienstleistungsort.

## Etymologie
Im Jahr 1039 wird Reischach als Risconi im Gründungsbericht von Kloster Sonnenburg ersturkundlich genannt. Andere frühe Namensvariationen sind: 1050‒65 Risconi, -e, 1155‒64 Riscon, 1200 Richsenowe, 1237 Reischow, 1285 Reuschen, 1359 Reyschach. Seit 1770 wird der Ort Reischach geschrieben.
Der Name geht auf das althochdeutsche Wort für Binsengewächse zurück. *risc ist ein althochdeutsches Wort für (Sumpf)binse. Mit dem althochdeutschen Wort "ouve" für Aue bedeutet der Name so viel wie "Aue, wo die Binsen wachsen". So wurde wahrscheinlich aus althochdeutsch *Riskouve durch die Diphthongierung î zu aɪ̯ und die s-Palatalisierung im Laufe der Zeit der heutige Name Reischach.
Die deutsche Gemeinde Reischach im Landkreis Altötting, ebenfalls Bajuwarensiedlung (!), und die Gemeinde Risch in der Schweiz erklären ihren Namen ebenfalls so.
Als sicher gilt dies dennoch nicht, andere vermuten den Namensursprung in einem Personennamen.

### Walchhorn
Das früheste Schriftzeugnis ist aus dem 11. Jahrhundert und lautet „Walchun“. Später erscheint „Walchern“ und schließlich „Walchhorn“. Der Name (vgl. Welsche) als auch die Siedlungsform (Haufendorf) lassen auf eine ursprünglich ladinische Besiedelung schließen, die wohl bis ins Spätmittelalter bestanden haben dürfte.

### Reiperting
Das typisch bajuwarische Toponym mit -ing-Suffix bedeutet "Siedlung eines Reinbert/Reinbart".

## Bildung und Freizeit
In Reischach gibt es eine Grundschule und Kindergarten für die deutsche Sprachgruppe.
Eine Pfarrbibliothek ist ebenfalls vorhanden. 
In der hießigen Sportzone gibt es ein Hallenbad mit Sauna unter dem Namen "Cron 4", einen kleinen Tierpark, einen der größten Golfplätze in der Umgebung, eine Laufbahn, einen Fußballplatz, einen Reitstall, einen Tennisplatz sowie einen Schlittschuhplatz mit separaten Hockeyfeld im Winter.
Mit den 2 Aufstiegsanlagen in Reiperting hat man gleichzeitig Zugriff auf das Skigebiet Kronplatz.